# 呼吸する時間
『呼吸する時間』（こきゅうするじかん）は2008年1月9日にリリースされたアンダーグラフのサードアルバムである。

## 内容
- 今回のアルバムではロンドンでレコーディングされた曲が収録されている。
- 初回限定盤(CD+DVD)、通常盤(CD)の二形態でのリリースで、初回限定盤にはアルバムに収録されているシングル曲「また帰るから」・「ピース・アンテナ」(6thシングル)、「セカンドファンタジー」(7thシングル)の3曲のPVと、アルバムのレコーディング風景を収めたメイキング映像が収録されたDVDが付属している。
- メジャー7thシングル、「セカンドファンタジー」のカップリング曲『9(ナイン)』は収録されていない。
- このアルバム名には、「時間が呼吸する(している)」・「呼吸するための時間」という二つの意味をこめている。(本人談)
- このアルバムを製作する際、収録時間を出来るだけ、「1時間」に近づけようと、収録楽曲「ハイスピードカルチャー」に1度レコーディングを終えた後に、時計の音を追加したりするなどしている。(本人談)

## 収録曲解説

### Disc1
1. ハイスピードカルチャー
歌詞をリフのように乗せて作っていった楽曲（本人談）
イントロに入る前に時計の音が入っている。
2. ピース・アンテナ
6thシングルの2曲目。
3. 幸せのカタチ
ロンドンでレコーディングされた。
本作で唯一アコースティック・ギターの音が使われている。
4. セカンドファンタジー
7thシングル。
5. 春前の灯火
ロンドンでレコーディングされた。
6. 楽園エステ
イントロに入る前の言葉が、レコーディング後も何語で何を言っているのか分からない（本人談）
7. タイムリープ
試行錯誤の末に、結局歌詞は自分の伝えたいことを書くことで収まった（本人談）
8. 君の住む街へ
若い頃の別れを描いた歌詞を、大人な演奏でつつむことで出せる雰囲気の曲（本人談）
9. ヒューマンフラワー
「ツバサ」のように、アップとミディアムの間くらいのテンポの曲を作るときに使う自分の引き出しを、今作ったらどうなるか、試しながら作った曲（本人談）
10. 笑顔
1番と2番でキーが違う（1番のキーのまま2番を歌うのではなく、2番は1番のキーから下がっていない）（本人談）
11. また帰るから
6thシングルの１曲目。
12. ティアラ
クラウディア コマーシャルソング
アウトロには鐘の音が12回鳴っているが、シングルベスト「UNDER GRAPH」の初回限定盤(Disc2)に収録された際にはカットされた。

### Disc2（初回限定盤のみ）
1. また帰るからPV
2. ピース･アンテナPV
3. セカンドファンタジーPV
4. レコーディング風景（ロンドン - 日本）

## 演奏[1]
- 真戸原直人：Vocal, Guitar
- 阿佐亮介：Guitar, Chorus
- 中原一真：Bass, Chorus
- 谷口奈穂子：Drums, Percussion, Chorus

- 宅見将典：Keyboards, Programming, Strings ＆ Brass Arrangement (#1.2.4.6-10.12)
- Rico Petrillo：Keyboards (#3)
- 吉田とおる：Keyboards (#11)
- 弦一徹ストリングス：Strings (#4.6)
- 鈴木正則：Trumpet (#2)
- 鹿討奏：Trombone (#2)
- 竹上良成：Sax (#2)
- 橋本由香利：Manipulating (#1.12)